# Katunje (Okhaldhunga)
Pour les articles homonymes, voir Katunje.
Katunje (en népalais : कटुञ्जे) est un comité de développement villageois du Népal situé dans le district d'Okhaldhunga. Au recensement de 2011, il comptait 4 229 habitants.